# Tabarca
Ne doit pas être confondu avec Tabarka.
Tabarca est une île de la mer Méditerranée située à environ cinq kilomètres au large des côtes espagnoles, à vingt kilomètres de la ville d'Alicante.

## Toponymie
Elle est connue en espagnol sous les noms de Tabarca, Nueva Tabarca ou Plana (qui vient de plat, sans relief), et en valencien sous le nom de Nova Tabarca.

## Géographie

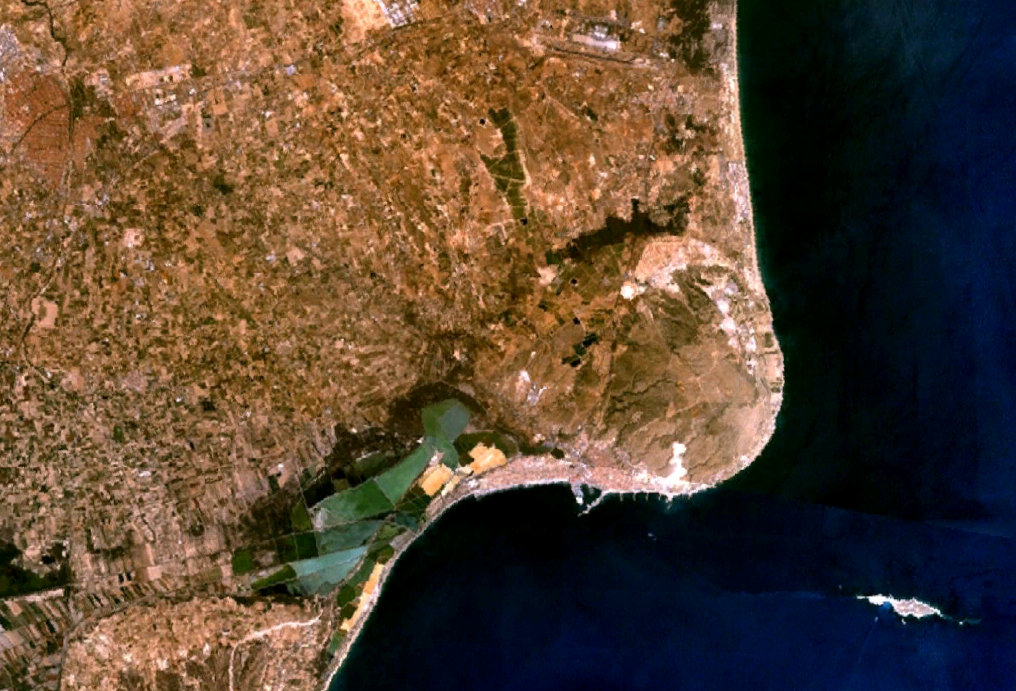
L'île de Tabarca vue de l'espace

Elle est la plus grande île de la Communauté valencienne et la seule à être habitée.

## Histoire
Avant 1700, l'île portait le nom d’Isla de Sant Pau (« Île Saint-Paul ») ou d’Illa Plana (« Île Plate »), et servait de refuge pour les pirates barbaresques. 

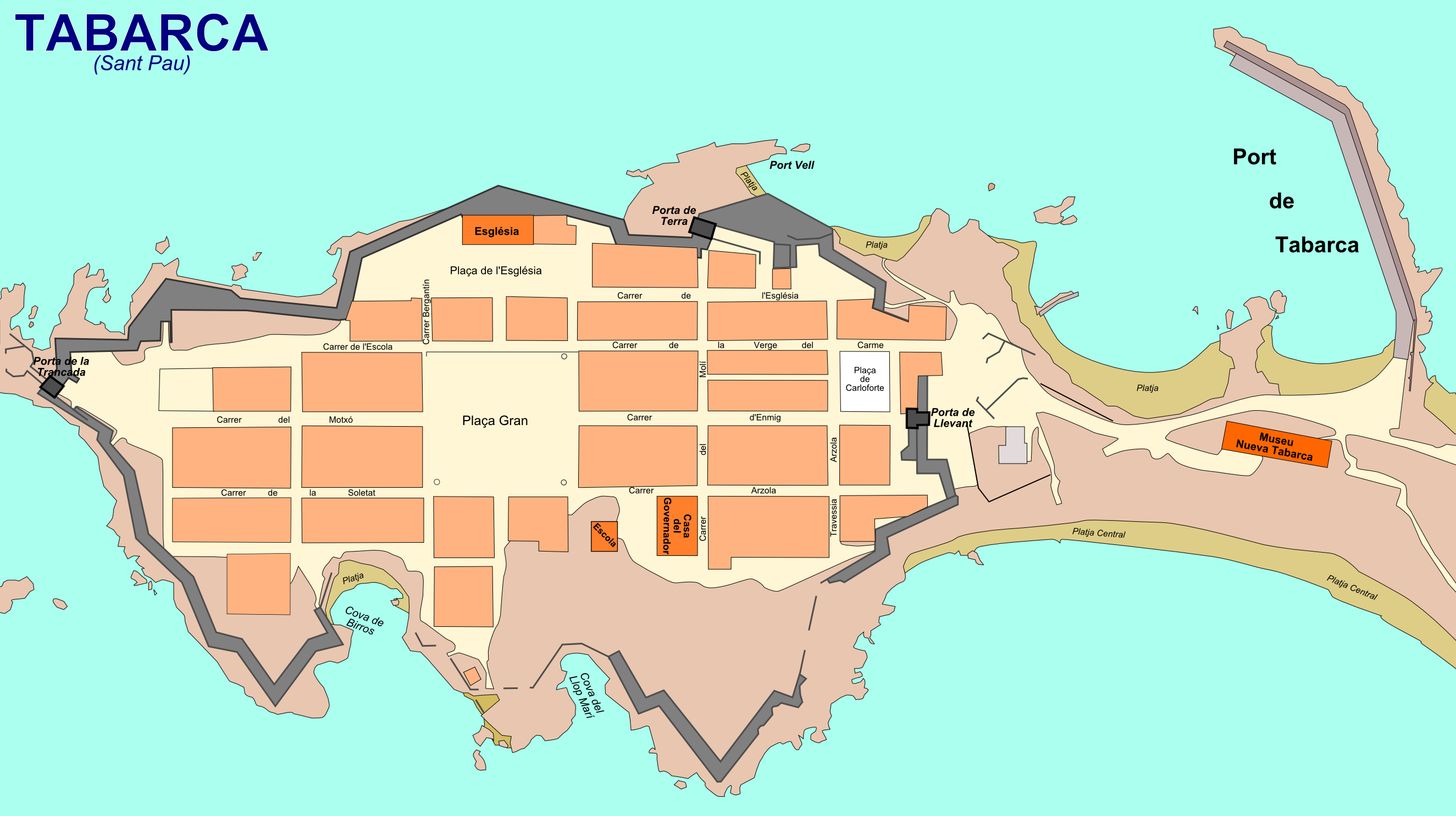
Plan de la ville.

Afin de priver les pirates, opérant à partir d'Alger, de cette base d'appui pour leurs coups de main effectués sur les côtes espagnoles, elle est fortifiée en 1760 sur les ordres de Charles III d'Espagne. Elle fut peuplée de génois Tabarquins, réduits en esclavage à la suite de la prise de Tabarque par le bey de Tunis en 1741 et rachetés par la couronne espagnole. C'est alors qu'elle prit le nom de Nova Tabarca (« Nouvelle Tabarque »), puis Nueva Tabarca à partir de 1770. 
Les Tabarquins rachetés furent d'abord installés à Alicante, où ils occupèrent le collège jésuite, puis déplacés dans l'île avec une garnison espagnole. Les fortifications furent construites par l'ingénieur Fernando Méndez Ras.
En 1850, le gouverneur et la garnison furent supprimés, et à la fin du XIXe siècle, la population était d'environ 1 000 habitants, vivant principalement de la pêche.
De nos jours, sa population s'est complètement fondue dans la culture hispanique. On y voit toujours les portes de la citadelle, la maison du gouverneur et l'église Saints Pierre et Paul, construite en 1779.
L'île est jumelée avec l'île San Pietro en Sardaigne, également peuplée de réfugiés tabarquins.

### Aire protégée
L'île est aussi une Réserve Marine (Tabarca).

## Phare

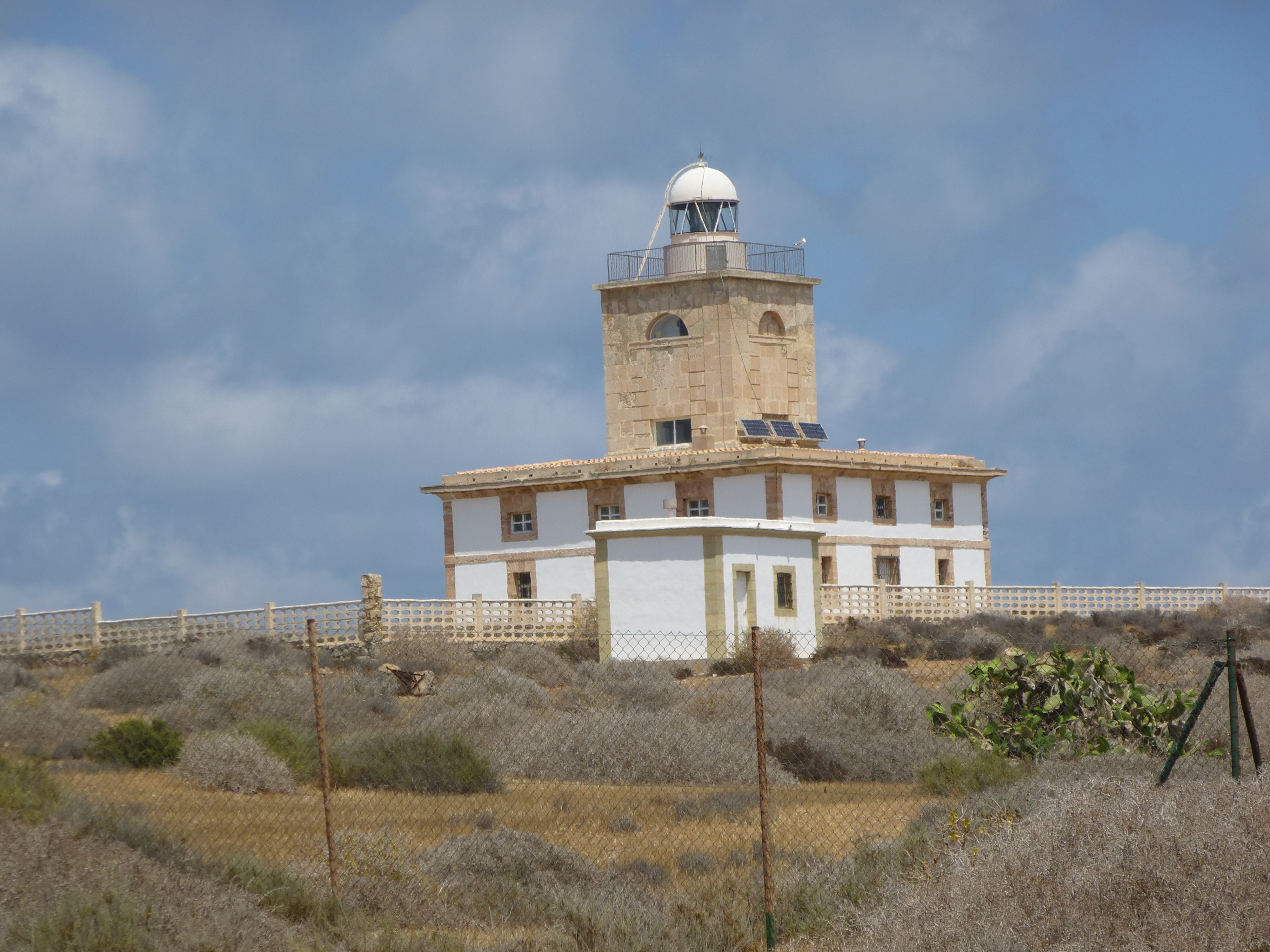
Le phare servant de laboratoire à la réserve marine